# Marta Becket
Marta Becket (ur. 9 października 1925 w Nowym Jorku, zm. 30 stycznia 2017 w Death Valley Junction w Kalifornii) – amerykańska aktorka, choreografka, tancerka i malarka.

## Biografia
Marta Becket urodziła się w 1925 roku. Z zawodu była choreografką, malarką, tancerką i aktorką. Film dokumentalny o jej życiu Amargosa z 2000 roku został uhonorowany nagrodą Emmy, a także otrzymał nominację do Oscara. W 2006 roku wydała książkę ze swoimi wspomnieniami pt. To Dance on Sands. 12 lutego 2012 roku odbył się jej pożegnalny występ. Zmarła 30 stycznia 2017 w wieku 92 lat.

## Filmografia
- 1985: Da Capo[1]
- 2000: Amargosa (film dokumentalny)[1]
- 2003: Paris[1]
- 2006: Criss Angel Mindfreak[1]
- 2010: Weird Tales 4: The Ghosts of Death Valley Junction[1]